# Salzetal
Das Gebiet Salzetal ist ein 2002 durch das Regierungspräsidium Detmold ausgewiesenes Naturschutzgebiet (NSG-Nummer LIP–039) im Norden der nordrhein-westfälischen Stadt Bad Salzuflen im Kreis Lippe in Deutschland.

## Lage
Das rund 60 Hektar große Naturschutzgebiet Salzetal gehört naturräumlich zum Lippischen Bergland. Es erstreckt sich nördlich der Bad Salzufler Ortsmitte entlang der namensgebenden Salze, zwischen der Loose im Norden, dem Landschaftsgarten im Süden, der Landstraße 772 im Westen und dem zum Ortsteil Wüsten gehörenden Gut Steinbeck im Osten.

## Beschreibung
Die Salze fließt hier auf einer Länge von rund 3,7 Kilometern stark mäandrierend durch ihr flaches muldenförmiges, maximal etwa 450 Meter breites Tal. Die bis zu fünf Meter breite Salze wird hauptsächlich von Weiden und Erlen, stellenweise auch von Eschen-Auwald gesäumt.

## Schutzzweck
Wesentlicher Schutzzweck sind der Erhalt und die Optimierung der Salzvegetation durch Gewährleistung des örtlichen Wasserregimes sowie auf die Salzvegetation abgestimmte Pflege / Grünlandnutzung sowie einer naturnahen Flussauenlandschaft mit mäandrierendem Fluss, (Feucht-)Grünlandflächen, Brachen und Auenwaldrelikten.
Das Gebiet ist aufgrund seiner hohen strukturellen Vielfalt, verbunden mit einer großen Zahl naturnaher ausgeprägter Biotopkomplexe besonders wertvoll. Zudem übernimmt es bedeutende Funktionen für den Biotopverbund.

## Biotoptypen
Folgende Biotoptypen sind im Naturschutzgebiet Salzetal bezeichnet:
- Bachbegleitender Erlenwald
- Bachmittellauf im Mittelgebirge
- Bachröhricht
- Brachgefallenes Nass- und Feuchtgrünland
- Buchenwald
- Eichen-Buchenmischwald
- Erlen-Bruchwald
- Fettwiese
- Feuchte Hochstaudenflur, flächenhaft
- Gebüsch, Strauchgruppe
- Gewässerbegleitende/r feuchter Saum bzw. Hochstaudenflur
- Graben
- Mittelgebirgsfluss
- Nass- und Feuchtwiese
- Rasen-Großseggenried
- Röhrichtbestand hochwüchsiger Arten
- Salzrasen
- Stehendes Kleingewässer
- Ufergehölz

## Flora und Fauna

### Flora

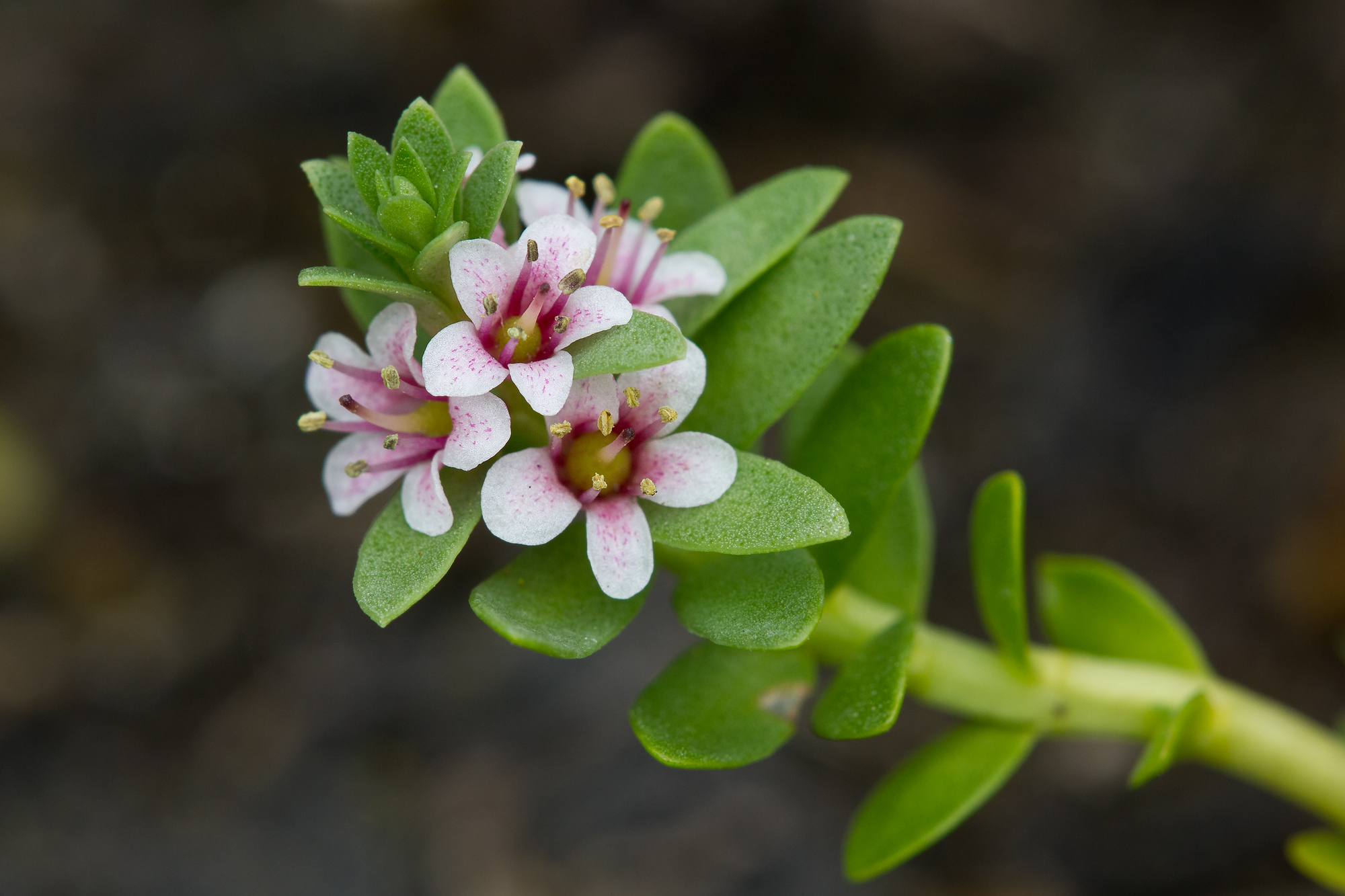
Das Strand-Milchkraut kommt in Nordrhein-Westfalen nur hier im Salzetal vor.

Aus der schützenswerten Flora sind folgende Arten (Auswahl) zu nennen:
- Asch-Weide (Salix cinerea)
- Aufrechter Igelkolben (Sparganium erectum)
- Breitblättriger Rohrkolben (Typha latifolia)
- Deutsches Weidelgras (Lolium perenne)
- Kleine Wasserlinse (Lemna minor)
- Kleiner Klee (Trifolium dubium)
- Kletten-Labkraut (Galium aparine)
- Knoblauchsrauke (Alliaria petiolata)
- Strand-Milchkraut (Glaux maritima), einziges Vorkommen in Nordrhein-Westfalen
- Ufer-Wolfstrapp (Lycopus europaeus)
- Wald-Ziest (Stachys sylvatica)